# Comté de Wallace
Le comté de Wallace est l’un des 105 comtés de l’État du Kansas, aux États-Unis, à la frontière avec le Colorado. Il a été nommé en hommage au général W. H. L. Wallace (1821-1862), qui a combattu lors de la guerre américano-mexicaine.
Siège et plus grande ville : Sharon Springs.

## Géolocalisation
| Comté de Kit Carson (Colorado) | Comté de Sherman |                  |
| Comté de Cheyenne (Colorado)   | Comté de Wallace | Comté de Logan   |
|                                | Comté de Greeley | Comté de Wichita |